# Частичная специализация шаблона
Частичная специализация шаблона — механизм языка программирования C++, предназначенный для специализации обобщённых шаблонных классов под конкретные задачи или под конкретное подмножество своих параметризованных типов данных. По мнению американского учёного и создателя C++ Б. Страуструпа специализация шаблонов является эффективным средством предотвращения неконтролируемого разрастания объёмов кода при активном использовании инструментария классов-шаблонов даже при разработке программных проектов умеренного размера. Это связывают с тем, что она не позволяет генерировать избыточные реплики кода под каждый конкретный тип данных, заменяя их более обобщёнными фрагментами кода и вдобавок сокращая время компиляции и компоновки конечного продукта.

## Явная полная специализация
В C++ явная специализация параметризованного типа данных (шаблона) осуществляется через создание дополнительного класса-шаблона в котором входные параметры первичного класса полностью или частично переопределяются конкретными типами данных. 
Синтаксис такого переопределения выглядит следующим образом:
```
template
 
<
список
 
входных
 
параметров
 
класса
-
шаблона
>

class
|
struct
|
union
 
имя_класса
 
<
список
 
аргументов
 
класса
-
шаблона
>

```

Например:
```
// первичный класс

template
 
<
typename
 
Window
,
 
typename
 
Controller
>
 

class
 
Widget

{
 
/* ... реализация параметризованного класса Widget для любого вида окна Window и любого обработчика событий Controller */
 
};
 

// явная специализация первичного класса

template
 
<>

class
 
Widget
 
<
DialogWindow
,
 
DialogController
>

{
 
/* ... реализация класса Widget под работу с диалоговым окном DialogWindow и обработчиком событий диалогового окна DialogController */
 
};

```

Отмечается, что определения типов данных, содержащиеся в первичном классе, никогда не используются для конкретизации членов его частичной специализации. Однако, кодовая имплементация специализированных версий первичного класса никак с ним не связана и может содержать в себе набор членов, которые не имеют ничего общего с членами первичного класса. 
На этапе генерирования кода компилятор при поиске подходящего шаблона частично упорядочивает имеющиеся у него варианты специализации первичного класса и выбирает из них наиболее подходящий. Если таковой отсутствует, то компилятором генерируется сообщение об ошибке.

## Частичная специализация
Частичная специализация шаблона класса определяется как некая конфигурация параметров первичного класса, которая служит аргументом специализированной реализации. Примером такой специализации может служить любой класс-контейнер, реализованный для хранения объектов-указателей:  
```
// первичный класс

template
 
<
typename
 
T
>

class
 
Vector

{
 
/* ... реализация класса-контейнера для объектов типа T... */
 
};

// частичная специализация первичного класса для хранения указателей

template
 
<
typename
 
T
>

class
 
Vector
<
T
*>

{
 
/* ... реализация класса-контейнера для указателей на объекты типа T... */
 
};

```

В этом случае аргумент-параметр шаблона не является выражением, переданным шаблону в качестве аргумента, а выводится из конструкции аргумента на базе объявленного шаблона первичного класса.
Частичная специализация отдельных методов параметризованного класса-шаблона не допускается, помимо этого для частичной специализации не предусмотрено использование параметров по умолчанию.

## Пример
Гибкое использование частичной специализации шаблонов позволяет эффективно выполнять некоторые нетривиальные типы вычислений. Например, достаточно несложная композиция классов может помочь с вычислением структуры (количества размерностей) многомерного массива с элементами заранее неизвестного типа:  
```
// первичный класс

template
<
class
 
T
>
 

struct
 
RankOfArray
 

{
 
static
 
const
 
int
 
value
 
=
 
0
;
 
};

// рекуррентный частично специализированный класс

template
<
class
 
T
,
 
int
 
N
>
 

struct
 
RankOfArray
 
<
 
T
[
N
]
 
>
 

{
 
static
 
const
 
int
 
value
 
=
 
1
+
RankOfArray
<
T
>::
value
;
 
};

```